# 人はそれをスキャンダルという
『人はそれをスキャンダルという』（ひとはそれをスキャンダルという）は、1978年11月21日から1979年4月17日までTBS系列で放映された、山口百恵主演のテレビドラマである。大映テレビ制作、全22回、21話（第11回は、山口が入院のため製作が追いつかず、ドラマ前半の総集編を放映）。

## 概説
当時、赤いシリーズで人気を博していた山口百恵を起用したシリアスドラマであり、百恵はここでも不幸に見舞われるヒロインを演じている。また大林宣彦、恩地日出夫、須川栄三、江崎実生による大物監督が演出を担当していた。特に大林は、第12話まで放送されたオープニングタイトル映像の演出も担当している。オープニングは、第13話からは廣岡正勅作のタイトルアニメーションに変更された。

## 内容
山口百恵＆永島敏行のコンビで贈るシリアスドラマ。原作はフランスの作家、ロマン・ローランの「魅せられたる魂」。世間知らずのお嬢さんから、激しい恋、そして出産、未婚の母など、激しい人生の変転の中で少しずつ強くなるヒロインを通して、“自立していく女”をテーマに展開される。山口百恵が演じるのは裕福な家庭に生まれた一人娘・小野寺信子。父の急死以来、異母妹の出現など波瀾万丈の人生を歩むことになる。

## スタッフ
監督
大林宣彦
恩地日出夫
須川栄三
江崎実生
山本邦彦
下村尭二
岡本弘
富本壮吉
脚本
佐々木守
泊里仁美
塩田千種
今井詔二
長野洋
その他スタッフ
- プロデューサー：春日千春、山本典助、川口武夫
- 原作：ロマン・ローラン 「魅せられたる魂」より
- 音楽：ミッキー吉野　（演奏：ゴダイゴ）
- タイトルアニメーション：廣岡正勅（第13話 - 最終話）

## キャスト
- 小野寺信子：山口百恵
- 吉永隆一：永島敏行
- 森田大介：篠田三郎
- 堂島俊樹：夏夕介
- 大場日出子（堂島日出子）：竹田かほり
- 小野寺建（たつる）：大原和彦
- 関根蘭子：亜湖
- 柳原：川辺久造
- 柳原の妻トキコ：正司歌江
- 山口しの：千石規子
- 天野：中村伸郎
- 野々村メリ：絵沢萠子
- 穂積隆信
- 丹波：玉川伊佐男
- 川崎正勝（まさかつ）：下條アトム
- 吉永まさ：初井言榮
- 大場日出子の父：内田朝雄
- ナレーター：矢島正明
- 小野寺信太郎（しんたろう）：船越英二
- 堂島静子：加藤治子
- 堂島耕一郎：三國連太郎

## 主題歌
- 「スキャンダル -愛の日々-」（歌：山口百恵、作詞：来生えつこ、作曲・編曲：川口真）

## サブタイトル
| 回数 | 話数   | 放送日         | サブタイトル         | 脚本               | 監督       |
| ---- | ------ | -------------- | -------------------- | ------------------ | ---------- |
| 1    | 1      | 1978年11月21日 | （サブタイトル無し） | 泊里仁美、佐々木守 | 大林宣彦   |
| 2    | 2      | 11月28日       | （サブタイトル無し） | 塩田千種、佐々木守 | 恩地日出夫 |
| 3    | 3      | 12月5日        | （サブタイトル無し） | 泊里仁美、佐々木守 | 須川栄三   |
| 4    | 4      | 12月12日       | 婚前同居             | 塩田千種、佐々木守 | 恩地日出夫 |
| 5    | 5      | 12月19日       | 激情                 | 長野洋             | 須川栄三   |
| 6    | 6      | 12月26日       | 夫婦とは?            | 今井詔二           | 江崎実生   |
| 7    | 7      | 1979年1月2日   | 婚前の一夜           | 泊里仁美、今井詔二 | 下村尭二   |
| 8    | 8      | 1月9日         | 妊娠                 | 長野洋             | 恩地日出夫 |
| 9    | 9      | 1月16日        | 出産                 | 今井詔二           | 恩地日出夫 |
| 10   | 10     | 1月23日        | 母子草               | 今井詔二           | 岡本弘     |
| 11   | 総集編 | 1月30日        | 母になるまで         |                    |            |
| 12   | 11     | 2月6日         | わが子は何処に?      | 長野洋             | 恩地日出夫 |
| 13   | 12     | 2月13日        | わが子3才の春        | 佐々木守           | 岡本弘     |
| 14   | 13     | 2月20日        | 子別れ船             | 佐々木守           | 富本壮吉   |
| 15   | 14     | 2月27日        | この幼い命           | 佐々木守           | 恩地日出夫 |
| 16   | 15     | 3月6日         | 母なりき女なりき     | 佐々木守           | 富本壮吉   |
| 17   | 16     | 3月13日        | 夕風のさよなら       | 佐々木守           | 富本壮吉   |
| 18   | 17     | 3月20日        | 幼いさすらい         | 佐々木守           | 岡本弘     |
| 19   | 18     | 3月27日        | ママの愛あなたのパパ | 今井詔二           | 富本壮吉   |
| 20   | 19     | 4月3日         | 義母ふたり･･･        | 佐々木守           | 山本邦彦   |
| 21   | 20     | 4月10日        | 今日を限りの春       | 佐々木守           | 富本壮吉   |
| 22   | 21     | 4月17日        | 線路はつづく･･･      | 佐々木守           | 富本壮吉   |

## 主なロケ地
- 等々力 (世田谷区) - 信子の元の邸宅
- 渋谷2丁目（青山学院前交差点界隈） - 蘭子のブティック
- 神宮球場アーケード